# Белалькасар, Себастьян де

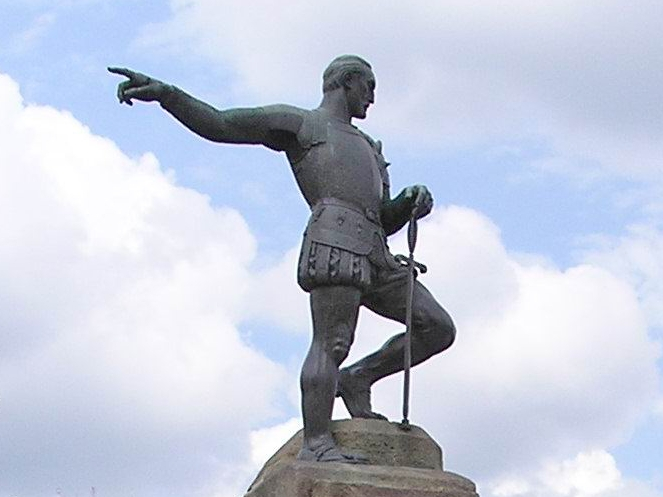
Памятник Белалькасару в Сантьяго-де-Кали. Работа скульптора В. Мачо

Себастья́н де Белалька́сар (исп. Sebastián de Belalcázar; наст. фамилия Мойано; ок. 1480, Белалькасар, провинция Кордова — 1551, Картахена, Колумбия) — испанский конкистадор с титулом аделантадо, прославившийся покорением Эквадора, Никарагуа и юго-запада Колумбии. Основатель городов Гуаякиль (Эквадор) и Попаян (Колумбия). Организовал первую экспедицию для поисков мифического Эльдорадо.

## Биография
Крещён был в селении Белалькасар в провинции Кордова. Время появления Белалькасара в Новом свете не установлено. С 1519 года он служил под начальством Педрариаса Давилы и в 1524 году покорил Никарагуа. Рассорившись с другими конкистадорами, в 1531 году он отплыл морем на помощь Франсиско Писарро и присоединился к его армии у берегов Перу.
Белалькасару было поручено завоевание северных владений инков на территории современного Эквадора. Разбив вождя инков, Белалькасар 6 декабря 1534 года овладел индейской твердыней Кито.
Продолжая двигаться на север в поисках «золотого города» Эльдорадо, конкистадор объявил владением испанской короны долину реки Магдалена, где встретил проникшего туда ранее с севера Хименеса де Кесаду. После того, как король разграничил владения конкистадоров, Белалькасару пришлось удовольствоваться управлением провинции со столицей в Попаяне.
Последнее десятилетие жизни Белалькасара было омрачено новыми усобицами с конкистадорами. Его войска принимали участие в борьбе Писарро и Альмагро за главенство в Перу. Белалькасар в 1547 году получает просьбу о помощи от Педро де ла Гаска (нового губернатора), против восставшего Гонсало Писарро. С Белалькасаром вышел историк Сьеса де Леон из города Попаян.
Поскольку в 1546 году Белалькасар предал казни правителя соседней провинции, за это испанский суд приговорил его к смерти. Он собирался оспорить это решение перед королём, но умер в Картахене перед отплытием в Европу. Похоронен он был с большой помпой.

## Память

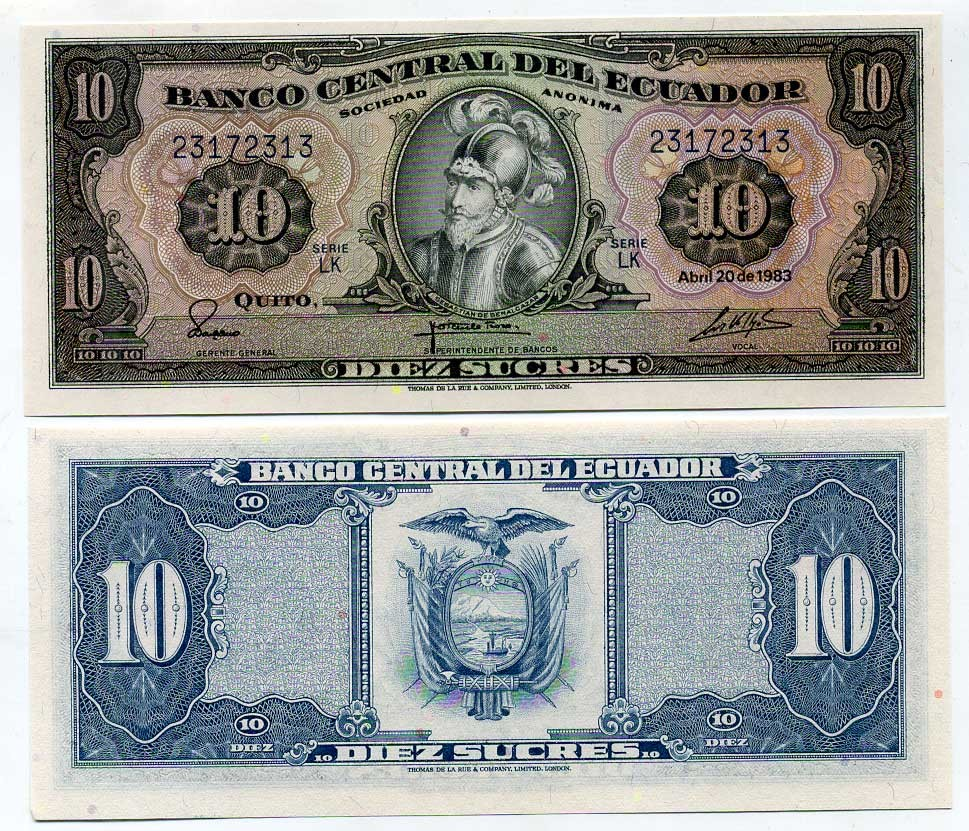
10 сукре 1983 год. Эквадор.

- 10 сукре 1983 год. Эквадор.Изображён на банкноте достоинством в 10 сукре 1983 года.